# Dream Come True
Dream Come True é o quarto álbum do grupo A Flock of Seagulls, lançado em 1985 no Reino Unido e em 1986 nos Estados Unidos pela Jive Records.

## História
Com apenas três membros restantes, devido à saída do guitarrista Paul Reynolds, a banda continuou a fazer suas turnês. Os irmãos Mike e Ali Score queriam estabelecer a banda na Filadélfia, Pensilvânia. Com um sucesso anterior nos Estados Unidos, ambos os irmãos acharam que deixando a Inglaterra para uma nova vida na América era a solução perfeita. Com a popularidade dos dois primeiros álbuns e o nome "A Flock of Seagulls" ainda sendo valorizado, eles fizeram 4 shows seguidos na Filadélfia. Mike, Ali e Frank Maudsley concorreram e foram agraciados condicionalmente com  green cards, baseando-se no status de celebridade sob a classificação de visto O-1. A aprovação condicional foi garantida aos três integrantes, que se estabeleceram na Filadélfia.
Frank ficou desiludido vivendo em uma cidade estranha; ele amava o A Flock of Seagulls, mas não possuía família. Sentindo falta do Reino Unido, ele acabou retornando à Inglaterra. Mike e Ali permaneceram na Filadélfia e satisfizeram os termos do visto. Com Frank na Grã-Bretanha e os irmãos Score nos Estados Unidos, parecia que a banda havia se dividido em dois campos. De fato, era Frank quem mantinha a comunicação da banda. Infelizmente, os irmãos tiveram uma briga, fazendo com que Mike se tornasse o único membro restante da formação original, e que Ali se mudasse para Boston. Ali tocou em uma banda de hard rock e depois passou a trabalhar em uma companhia de computadores em Cambridge, uma vez que o visto o tornara um residente permanente.
Frank era o intermediário entre os irmãos e, durante a gravação de "Dream Come True", algo indica que Ali tocava em apenas 3 músicas, Frank em 4 e Mike em todas as 9. Uma das músicas que os três tocaram juntos era intitulada "(Cosmos) The Effect of the Sun" e foi retirada do álbum. Com isso, o número de faixas do álbum caiu para 9. Uma grande discussão surgiu porque Frank e Ali queriam retirar "Love on Your Knees" e incluir "Cosmos." Foi com esse argumento que os dois videocliped, "Who's That Girl" e "Heartbeat Like a Drum," foram filmados em uma rápida sucessão. Esses dois vídeos marcaram a última vez em que os três membros restantes estiveram juntos em uma gravação ou apresentação, até 2003.
Em 2011, foi lançado um CD remasterizado, incluindo as versões 7" e 12" de "Who's That Girl? (She's Got It!)" e "Heartbeat Like a Drum," e tendo "(Cosmos) The Effect Of The Sun" como faixa bônus.

## Recepção
O álbum recebeu uma crítica ruim em ambos os lados do Atlântico e, consequentemente, falhou nas vendas, ao passo que um crítico da AllMusic apontou que as músicas eram "sem vida".

## Lista de faixas
| N.º | Título                           | Duração |  |
| 1.  | "Better & Better"                | 5:21    |  |
| 2.  | "Heartbeat Like a Drum"          | 5:33    |  |
| 3.  | "Who's That Girl (She's Got It)" | 4:17    |  |
| 4.  | "Hot Tonight"                    | 5:56    |  |
| 5.  | "Cry Like a Baby"                | 6:28    |  |
| 6.  | "Say So Much"                    | 3:35    |  |
| 7.  | "Love on Your Knees"             | 3:57    |  |
| 8.  | "How Could You Ever Leave Me"    | 3:24    |  |
| 9.  | "Whole Lot of Loving"            | 6:03    |  |

### Lista de faixas da versão remasterizada de 2011
| N.º | Título                                              | Duração |  |
| 1.  | "Better & Better"                                   | 5:21    |  |
| 2.  | "Heartbeat Like a Drum"                             | 5:33    |  |
| 3.  | "Who's That Girl (She's Got It)"                    | 4:17    |  |
| 4.  | "Hot Tonight"                                       | 5:56    |  |
| 5.  | "Cry Like a Baby"                                   | 6:28    |  |
| 6.  | "Say So Much"                                       | 3:35    |  |
| 7.  | "Love on Your Knees"                                | 3:57    |  |
| 8.  | "How Could You Ever Leave Me"                       | 3:24    |  |
| 9.  | "Whole Lot of Loving"                               | 6:03    |  |
| 10. | "Who's That Girl (She's Got It) (versão estendida)" | 6:53    |  |
| 11. | "Who's That Girl (She's Got It) (versão 7")"        | 3:38    |  |
| 12. | "Heartbeat Like a Drum (versão 12")"                | 6:57    |  |
| 13. | "Heartbeat Like a Drum (versão 7")"                 | 4:01    |  |
| 14. | "(Cosmos) The Effect of the Sun"                    | 12:30   |  |

## Créditos

### A Flock of Seagulls
- Mike Score  – vocal, teclado, guitarra
- Frank Maudsley  – baixo, vocal de apoio
- Ali Score  – bateria

### Músicos adicionais
- Neil Hubbard  - guitarra
- Gus Isidore  - guitarra
- Karen Kay  - vocal de apoio
- Dee Lewis  - vocal de apoio
- Shirley Lewis  - vocal de apoio
- Keith Moore  - guitarra
- Beverley Skeete  - vocal de apoio[3]

### Produção
- Produzido por Wayne Brathwaite
- Engenheiros: Steve McGlaughlin, Bryan New, Steve Power
- Mixado por Jeremy Allom, Nigel Green, Simon Hanhart, Steve Power[3]